# Aşağıçatma, Serik
Aşağıçatma là một xã thuộc huyện Serik, tỉnh Antalya, Thổ Nhĩ Kỳ. Dân số thời điểm năm 2011 là 235 người.